# Sammy-Ofer-Stadion
Das Sammy-Ofer-Stadion (hebräisch אצטדיון סמי עופר, auch bekannt als Haifa International Stadium oder Avi Ran Stadium) ist ein Fußballstadion in der israelischen Großstadt Haifa. Es ersetzt das alte Kiryat-Eliezer-Stadion von 1955. Die Fußballvereine Maccabi Haifa und Hapoel Haifa aus der Ligat ha’Al, der höchsten israelischen Liga, nutzen hauptsächlich die Sportstätte.

## Geschichte
Erste Pläne für das neue Stadion wurden 2007 von der britischen KSS Design Group, die auch für die Entwürfe des Stade Océane in Le Havre und des Falmer Stadium der Brighton & Hove Albion verantwortlich sind, vorgelegt. Das endgültige, heutige Design wurde 2009 festgelegt, wobei die Kosten bei 430 Millionen NIS (ca. 92 Mio. Euro) liegen sollten. Letztendlich stieg die Summe auf 530 Mio. NIS (rund 113 Mio. Euro). Der Grundstein wurde 2009 gelegt, die Bauarbeiten starteten aber erst im Juli des Jahres 2010.
Der Stadionbau am südlichen Stadtrand von Haifa trägt den Namen des 2011 verstorbenen Unternehmers und Philanthropen Sammy Ofer, der für die Errichtung der Veranstaltungsstätte 20 Mio. US-Dollar spendete. Die weiteren Baukosten bringt die Stadt Haifa durch den Verkauf des Kiryat-Eliezer-Stadions und die staatliche Lotterie auf. Das Bauprojekt wurde verwaltet von der Haifa Economic Corporation (HEC).
Die neue Heimat von Maccabi und Hapoel bietet auf seinen vier doppelstöckigen, überdachten Rängen 30.942 Sitzplätze für die Zuschauer. Unter dem gewölbten Dach der Haupttribüne befinden sich unter anderem die 30 V.I.P.-Logen sowie die vier Lounges (Platinum Club, Diamond Club, Gold Club, Silver Club). Die Spielstätte erfüllt die Vorgaben der FIFA sowie der UEFA für internationale Spiele und ist in der UEFA-Stadionkategorie 4 eingestuft. Es ist das erste israelische Stadion der höchsten UEFA-Kategorie.
Neben Fußballspielen dient das Sammy-Ofer-Stadion auch als Arena für Konzerte. Darüber hinaus ist in der Anlage ein Einkaufszentrum, ein Multiplex-Kino, Restaurants und eine eigene Polizeistation integriert. Auf dem Gelände wurden 1.500 Parkplätze eingerichtet. In zwei Stadionecken wurden unter dem Dach zwei Videoanzeigetafeln diagonal gegenüber installiert. Auf dem Stadiongelände steht seit 2013 die 15 Meter hohe und 40 Tonnen schwere World Peace Statue vom chinesischen Bildhauer Yao Yuan.
Schon 2013 sollte das Stadion fertig für die Eröffnung sein, dieser Termin konnte aber nicht gehalten werden. Mitte Juni 2014 gab die Stadt Haifa das Ende der Bauarbeiten am Stadion bekannt. Am 4. August 2014 feierte Hapoel den Tag der offenen Tür im Stadion. Am 14. August fand das erste Training von Maccabi im Stadion statt. Das Stadion sollte mit Beginn der Ligat ha’Al 2014/15 eröffnet und genutzt werden. Wegen des Gaza-Konflikts wurde der Ligastart aber verschoben.
Am 27. August 2014 trug Hapoel Haifa das erste Spiel in der neuen Heimstätte aus. Im Toto Cup Ligat Al trafen die Hausherren auf Hapoel Akko und siegten vor 3.500 Zuschauern mit 2:0 Toren. Das erste Tor im Stadion erzielte der kanadische Stürmer Tosaint Ricketts in der 13. Minute. Den Endstand stellte der litauische Mittelfeldspieler Mindaugas Kalonas in der 55. Minute her. Seine Premiere in der Ligat ha’Al feierte das Stadion am 15. September 2014. Maccabi Haifa bezwang den FC Bnei Sachnin vor 27.200 Zuschauern mit 4:2 Toren.

## Länderspiele
Die israelische Fußballnationalmannschaft der Männer trat bisher zu 12 Partien im Sammy-Ofer-Stadion an.
- 16. Nov. 2014:  Israel –  Bosnien und Herzegowina 3:0 (Qualifikation zur Fußball-EM 2016)
- 25. Mär. 2015:  Israel –  Wales 0:3 (Qualifikation zur Fußball-EM 2016)
- 03. Sep. 2015:  Israel –  Andorra 4:0 (Qualifikation zur Fußball-EM 2016)
- 05. Sep. 2016:  Israel –  Italien 1:3 (Qualifikation zur Fußball-WM 2018)
- 11. Juni 2017:  Israel –  Albanien 0:3 (Qualifikation zur Fußball-WM 2018)
- 02. Sep. 2017:  Israel –  Mazedonien 0:1 (Qualifikation zur Fußball-WM 2018)
- 11. Okt. 2018:  Israel –  Schottland 2:1 (UEFA Nations League 2018/19)
- 21. Mär. 2019:  Israel –  Slowenien 1:1 (Qualifikation zur Fußball-EM 2020)
- 24. Mär. 2019:  Israel –  Österreich 4:2 (Qualifikation zur Fußball-EM 2020)
- 11. Okt. 2020:  Israel –  Tschechien 1:2 (UEFA Nations League 2020/21)
- 04. Sep. 2021:  Israel –  Österreich 5:2 (Qualifikation zur Fußball-WM 2022)
- 02. Juni 2022:  Israel –  Island 2:2 (UEFA Nations League 2022/23)

## Galerie

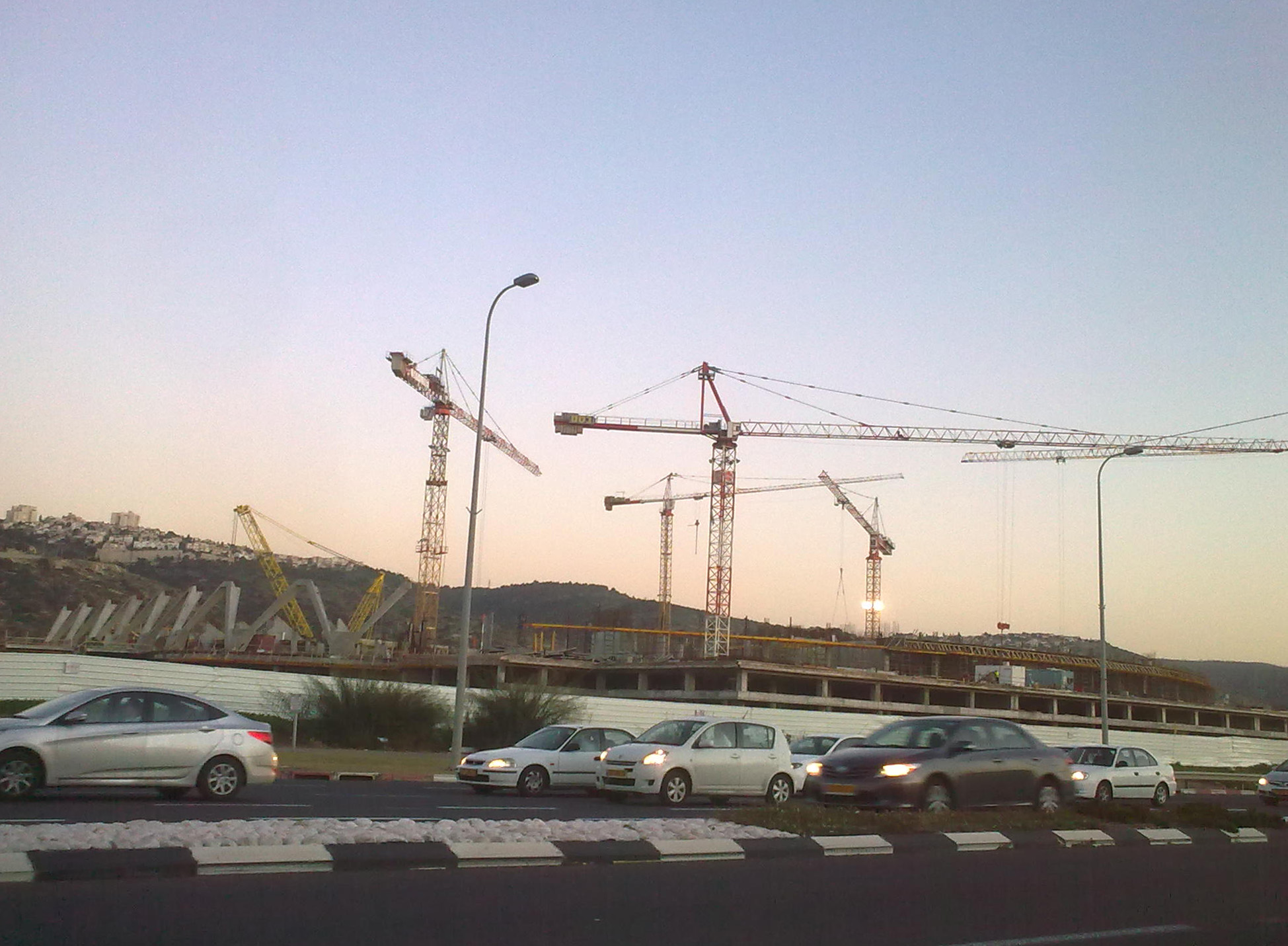
Baustelle Januar 2012
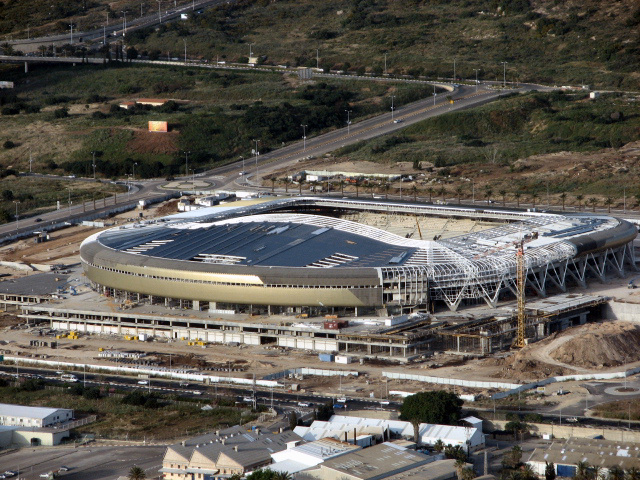
April 2013
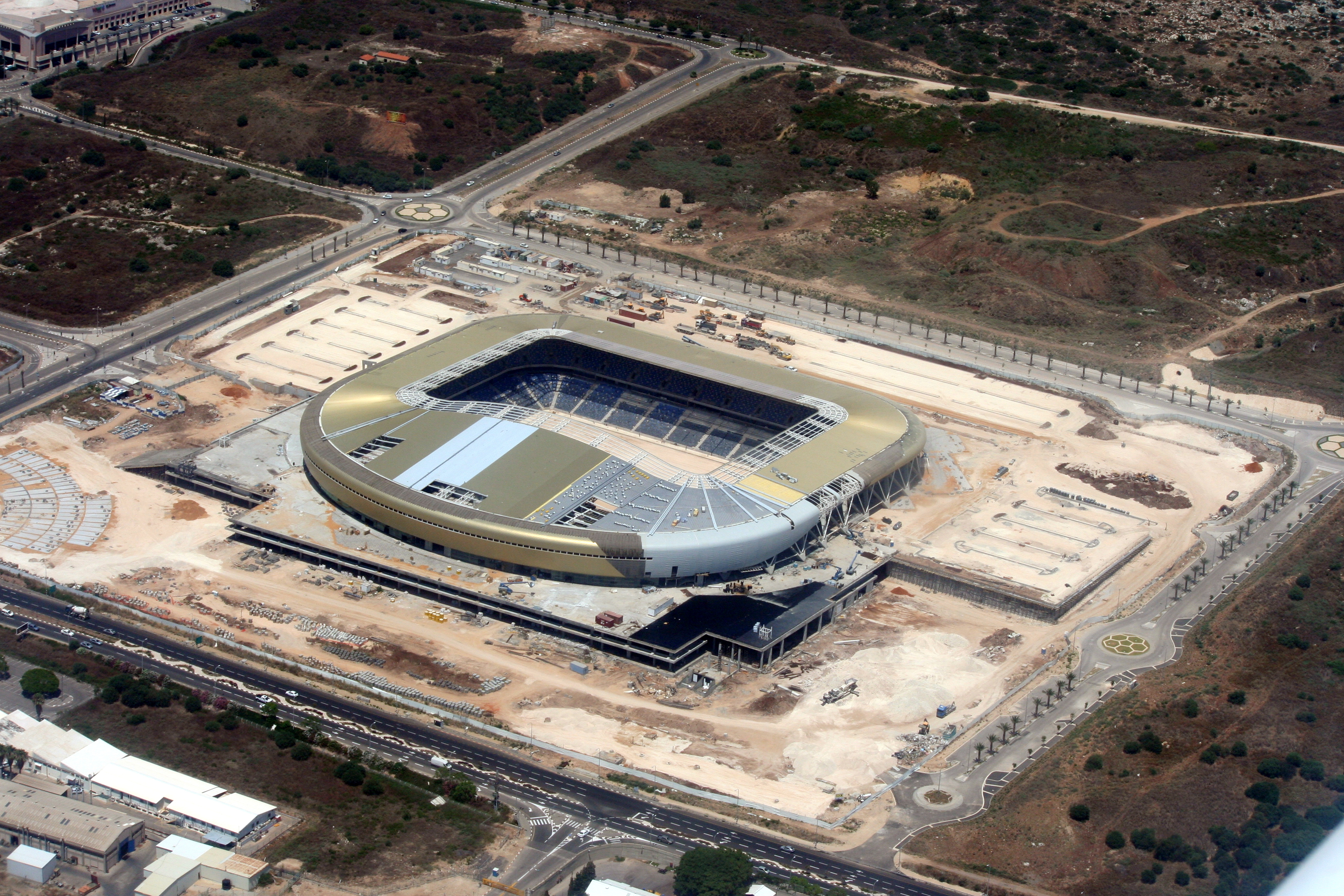
Die Stadionbaustelle im Juni 2013
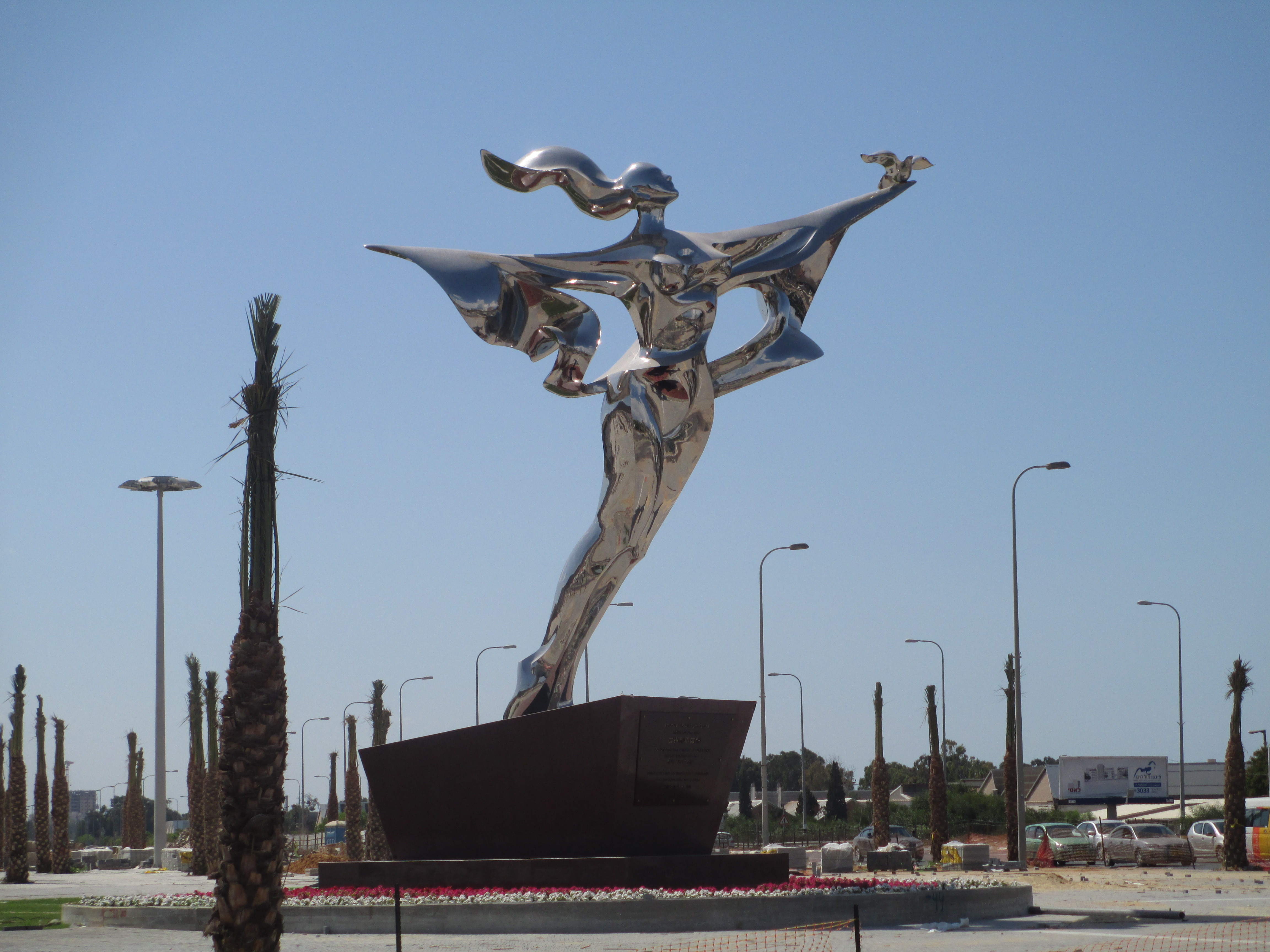
Auf dem Stadiongelände steht seit 2013 die World Peace Statue
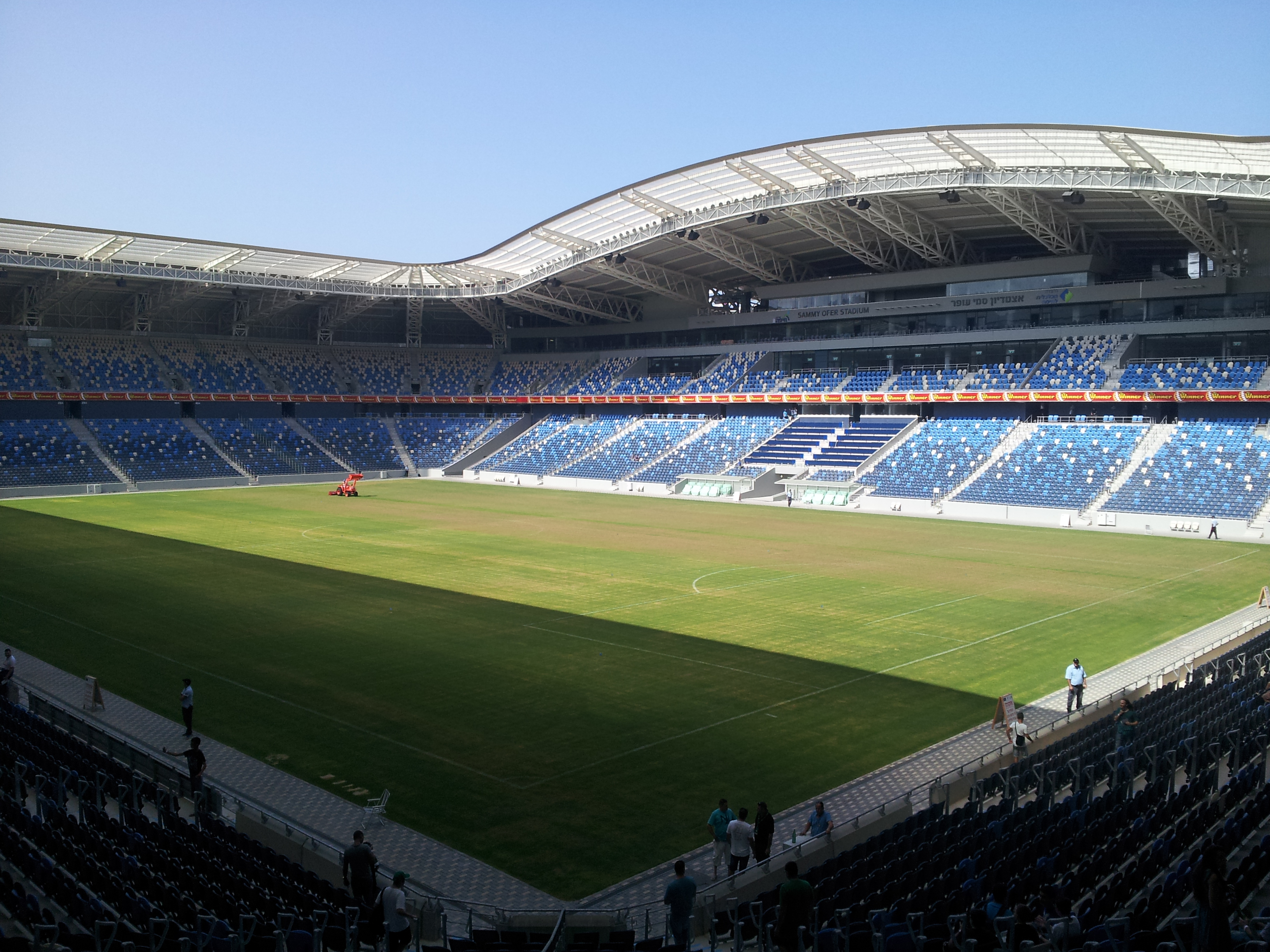
Der Stadioninnenraum des fertiggestellten Stadions mit Blick auf die Haupttribüne